# Eleições gerais no Brasil em 1933
As eleições de 1933 ocorridas no dia 3 de maio se realizaram para a escolha da Assembleia Nacional Constituinte no Brasil, com 214 deputados eleitos pelo voto direto, e mais 40, eleitos paritariamente por entidades classistas de trabalhadores e entidades patronais. Foi realizada com as novas regras estabelecidas pelo Código Eleitoral editado no ano anterior, e que permitia o alistamento e a participação das mulheres; aliás, foi eleita a primeira mulher constituinte nesse pleito, a médica paulista Carlota Pereira de Queiroz. As bancadas não tiveram a participação de partidos de caráter nacional, mas de partidos estaduais, como no período da República Velha (1889-1930).

## Situação dos estados
O governo - através dos interventores, venceu em 17 Estados, e a oposição aos interventores, em apenas cinco, como no Acre, onde a Chapa Popular, agremiação de oposição ao governo, obteve as duas cadeiras destinadas ao estado, vencendo o partido situacionista, Legenda Autonomista Acreana; no Ceará, onde a Liga Eleitoral Católica conseguiu seis das dez cadeiras destinadas ao estado, tendo a situação, através do Partido Social Democrático do Ceará, obtido as quatro cadeiras restantes; no Maranhão, em que ocorreu a emergência de dois partidos de oposição, a União Republicana Maranhense, que conseguiu duas cadeiras de um total de sete, e o Partido Republicano do Maranhão, que obteve as cinco cadeiras restantes, tendo a oposição vencido o partido situacionista, denominado Partido Social Democrático do Maranhão; no Rio Grande do Norte, onde a oposição, por meio do Partido Popular do Rio Grande do Norte, obteve três cadeiras de um total de quatro, tendo vencido o partido da situação, denominado Partido Social Nacionalista, que ficou com a vaga restante; e, por fim, a oposição venceu em São Paulo, estado que foi histórico adversário político de Vargas e que, por meio da "Chapa Única por um S. Paulo Unido", integrada pelo PRP, PD, Liga Eleitoral Católica (LEC), Federação dos Voluntários, e Associação Comercial de SP, que conseguiu obter dezessete das vinte e duas cadeiras destinadas a ele, vencendo, com folga, a oposição, que se dividiu em dois partidos, o Partido da Lavoura, ligado ao Interventor Waldomiro de Lima, e o Partido Socialista Brasileiro, tendo o primeiro, conquistado duas cadeiras e o segundo, três. 
Nos demais, sempre a vitória do oficialismo: O Paraná sagrou como vencedor das urnas o partido ligado tambem ao interventor federal - o Partido Social Democrático (PSD), que derrotou o Partido Republicano Paranaense, reorganizado pelo ex governador Affonso Camargo, e outros, que não conseguiu representação neste pleito.
Em Minas Gerais, 31 deputados pertenciam ao Partido Progressista Mineiro, ligado também à Interventoria, e os 6 restantes ao velho Partido Republicano Mineiro (PRM);
No Rio Grande do Sul, 13 deputados pertenciam ao Partido Republicano Liberal (PRL), e os 3 restantes à Frente Unida Gaúcha, integrada pelo PRR, Partido Libertador e à LEC gaúcha, um deputado de cada facção;
Em Pernambuco, 15 dos 17 constituintes pertenciam ao Partido Social Democrático (PSD), ligado ao Interventor Estadual. Um avulso e um do Partido Republicano Social (PRS) completavam a representação. O Comunista Cristiano Cordeiro ("Trabalhador, ocupa teu posto"), apesar de ter sido da segunda lista mais votada, foi preso e impedido de tomar posse.
No Distrito Federal, 6 dos 10 constituintes pertenciam ao Partido organizado pelo interventor, o médico Pedro Ernesto Batista, o Partido Autonomista do Distrito Federal; o segundo colocado foi o Partido Economista Democrático do Distrito Federal, organizado por empresários, que elegeu Henrique Dodsworth e Miguel Couto.